# Yamaha GPX
Yamaha GPX-serien introducerades 1974 och är en snöskoter tillverkad av Yamaha Motor Company. Den här modellen kom att ersätta Yamaha SR-serien. Skillnaden från Yamaha GP från samma år var ett mer sportigt utförande. Till GPX-serien fanns också ett SR-kit så att man kunde bygga om motor, förgasare och annat så att den blev en SR. GPX:en hade också CDI-tändning medan GP hade den då vanliga magnettändningen. Yamaha GPX kom 1974 i en fartvindskyld tvåtaktare på 338 cm3 och en fartvindskyld tvåtaktare på 433 cm3 motor. D.v.s. GPX338F och GPX433F.
GPX338F blev väldigt framgångsrik på tävlingsbanorna. Vid tävlingar i USA vann GPX338F mer tävlingar i standardklassen än någon annan maskin. Den avslutade säsongen i World Series Championship med att ta placeringarna 1:a, 2:a, 4:a och 5:a.

## GPX-serien år från år
- 1974 GPX338F och GPX433F fortsatte traditionen med Yamaha fartvindskylda racermaskiner. Yamaha uppgav inte någon effekt för dessa maskiner.
- 1975 fortsatte Yamaha med GPX433G och GPX338G, förändringarna var små, ny sekundärvariator, nya förgasare. Yamaha lämnade inga effektuppgifter på dessa maskiner.